# Egidemia proxima
Egidemia proxima är en insektsart som först beskrevs av Melichar 1925.  Egidemia proxima ingår i släktet Egidemia och familjen dvärgstritar. Inga underarter finns listade i Catalogue of Life.